# Анкун Заниу Ван
Анкун Заниу Ван (традиционални кинески — 按坤贊育,   Пинјин — ànkūn zànyù wán)  једна је од биљних формула која се у облику таблета користи у тредиционалној кинесекој медицини, за регулацију циркулације крви и невидљиве силе Чи (кинески 氣 или  Qi или још сличније српском изговору Ћи) која се у традиционалној кинеској култури углавном  дефинише као „ваздух“ или „дах“ и представља „животну силу“ или „духовну енергију“ која је део свега што постоји, и неких других нарушених функција у организму.

## Индикације
Главне индикације Анкун Заниу Ван  таблета су:
- Регулација циркулације крви и „животне силе“ или „духовне енергије“  Чи која је према теорије традиционалне (народне) кинеске медицине изведена на основу веровања да се чи креће телом по природним шемама канала који се зову меридијани.
- Регулација менструације (кашњење менструације), ублажавање леукорагије, менорагије, леукореје, олигоменореја, и другим менструалних неправилности, и ублажавање летаргије и болова у крстима.
- Симптоми недостатка  енергије чи у крви јача функције јетре и бубреге,
- Лоше стање здравље после порођаја, на шта указују болови у стомаку..

## Тумачење дејства лека у ТКМ
Како су у кинскеој традиционалној медицини симптоми разних болести виђени као неуравнотежено и поремећено кретање чија кроз меридијане, лечење овим биљним леком базирано је на побољшању циркулисања чија кроз тело.
Имајући у виду наводе о механизмима дејства овог лека који није заснован на научним доказима, доводи у сумњу његову валидност. Иако традиционалну кинеску медицину као древни медицински систем са јединственом културном позадином, у данашње време све више западних земаља због терапијске ефикасности прихвата, њена сигурност и јасни фармаколошки механизми деловања још увек нису сигурни. Један од главних разлог за забринутост вероватно је интеракција са прописаним лековима, посебно оних који делују на централни нервни систем и кардиоваскуларна стањима, јер су утврђене интеракције лекова раније пријављене данас применљивије у Кини него у Европи.

## Облик, дозирање и начин складиштења
Облик
Овај биљни лек, пакован у кутијама од 10 таблета,  у продаји се налази у облику црних великих медених таблета (тешких 9 грама) слатког и благо горког укуса. 
Дозирање
Лек се користи 1 пилула, 2 пута дневно, уз строго придржавање упутства лекара у трудноћи. 
Складиштење
Лек се чува у добро затвореним кутијама .

## Дозвола за употребу
Након извршене стандардизације употреба лека је регулисана у складу са "Фармакопејом  Народне Републике Кине" из 2005. године.
Број одобрења: National Medicine Zhunzi Z11020077.

## Мере опреза
Интеракције са другим лековима је могућа ако се истовремено користе  и  други лекови. За детаље се треба обратити лекару или фармацеуту.
Током трудноће, таблете треба  користити опрезно и под медицинским надзором

## Састав
| Назив састојака                                           | Кинески         | Грама |
| --------------------------------------------------------- | --------------- | ----- |
| Rhizoma Cyperi (processed with vinegar)                   | 香附 (醋制)     | 96    |
| Cornu Cervi Pantotrichum                                  | 鹿茸            | 24    |
| Colla Corii Asini                                         | 阿胶            | 24    |
| Placenta Hominis                                          | 紫河车          | 20    |
| Radix Paeoniae Alba                                       | 白芍            | 16    |
| Radix Angelicae Sinensis                                  | 当归            | 16    |
| Radix Achyranthis Bidentatae                              | 牛膝            | 14    |
| Radix Cyathulae                                           | 川牛膝          | 14    |
| Radix Glehniae                                            | 北沙参          | 12    |
| Myrrha (processed with vinegar)                           | 没药 (醋制)     | 12    |
| Radix Asparagi                                            | 天冬            | 11. 5 |
| Fructus Psoraleae (processed with salt)                   | 补骨脂 (盐炙)   | 11    |
| Arillus Longan                                            | 龙眼肉          | 10    |
| Poria                                                     | 茯苓            | 8     |
| Cortex Phellodendri                                       | 黄柏            | 8     |
| Carapax et Plastrum Testudinis                            | 龟板            | 8     |
| Herba Cynomorii                                           | 锁阳            | 8     |
| Cortex Eucommiae (processed with salt)                    | 杜仲 (盐炙)     | 8     |
| Radix Gentianae Macrophyllae                              | 秦艽            | 8     |
| Carapax Trionycis (processed with vinegar)                | 鳖甲 (醋制)     | 8     |
| Folium Artemisiae Argyi (carbonized)                      | 艾叶 (炭)       | 8     |
| Radix Cynanchi Atrati                                     | 白薇            | 8     |
| Rhizoma Corydalis (processed with vinegar)                | 延胡索 (醋制)   | 8     |
| Fructus Corni (processed with wine)                       | 山茱萸 (酒制)   | 8     |
| Cauda Cervi                                               | 鹿尾            | 7.5   |
| Fructus Lycii                                             | 枸杞子          | 6     |
| Flos Celosiae Cristatae                                   | 鸡冠苗          | 6     |
| Radix Astragali                                           | 黄芪            | 6     |
| Olibanum (processed with vinegar)                         | 乳香 (醋制)     | 6     |
| Halloysitum Rubrum (calcined)                             | 赤石脂 (煅)     | 6     |
| Colla Cornus Cervi                                        | 鹿角胶          | 6     |
| Semen Cuscutae                                            | 大豆菟丝子      | 4     |
| Herba Cistanches (processed with wine)                    | 肉苁蓉 (酒制)   | 6     |
| Caulis Spatholobi                                         | 鸡血藤          | 4     |
| Herba Taxilli                                             | 桑寄生          | 4     |
| Succinum                                                  | 琥珀            | 4     |
| Radix Glycyrrhizae                                        | 甘草            | 4     |
| Radix Ginseng                                             | 人参            | 2     |
| Radix Linderae                                            | 乌药            | 3     |
| Crinis Carbonisatus                                       | 血余炭          | 2     |
| Rhizoma Atractylodis Macrocephalae (stir-baked with bran) | 白术 (麸炒)     | 24    |
| Stigma Croci                                              | 红花            | 0.8   |
| Radix Rehmanniae                                          | 生地黄          | 16    |
| Fructus Amomi                                             | 砂仁            | 24    |
| Lignum Aquilariae Resinatum                               | 沉香            | 13    |
| Semen Ziziphi Spinosae (stir-baked)                       | 酸枣仁 (炒)     | 16    |
| Radix Dipsaci                                             | 续断            | 10    |
| Pericarpium Citri Reticulatae                             | 陈皮            | 14    |
| Exocarpium Citri Rubrum                                   | 橘红            | 8     |
| Rhizoma Chuanxiong                                        | 川芎            | 12    |
| Rhizoma Alismatis                                         | 泽泻            | 8     |
| Radix Scutellariae                                        | 黄芩            | 10    |
| Herba Artemisiae Annuae                                   | 黄花蒿          | 6     |
| Radix Polygalae (processed)                               | 远志 (制)       | 8     |
| Semen Myristicae (roasted in ash)                         | 肉豆蔻 (灰碳碚) | 6     |
| Rhizoma Ligustici                                         | 藁本            | 6     |
| Flos Carthami                                             | 红花            | 4     |
| Radix Bupleuri                                            | 柴胡            | 6     |
| Radix Aucklandis                                          | 木香            | 2     |
| Folium Perillae                                           | 苏叶            | 5     |
| Radix Rehmanniae Preparata                                | 熟地黄          | 16    |
| Radix Salviae Miltiorrhizae                               | 丹参            | 2     |